# Pilea striata
Pilea striata es una especie de planta del género Pilea, perteneciente a la familia Urticaceae.

## Taxonomía
Pilea striata fue descrita por Ignatz Urban en 1907.

## Distribución
Se encuentra en el territorio de Cuba.